# Committee on the Present Danger
Le Committee on the Present Danger (anglais : « Comité sur le danger actuel ») est un lobby néo-conservateur américain initialement créé pour promouvoir la ligne dure contre l'Union soviétique à la suite des travaux du Team B.

## Histoire
Créé en 1950, il est dissout en 1953 puis recréé en avril 1976 à l'occasion de l'élection présidentielle américaine de 1976 pour stigmatiser l’érosion du budget de la défense aux États-Unis.
Jeane Kirkpatrick, William Casey, Paul Nitze, Walt Whitman Rostow et d'autres personnalités de l'administration Reagan en furent membres.